# Domestikos
Domestikos (grško starogrško δομέστικος [doméstikos], iz latinskega domesticus, domač) je bil državni, cerkveni in vojaški položaj v poznem Rimskem in Bizantinskem cesarstvu.

## Vojaški položaj
Predniki domestikov so bili gardisti  protectores domestici  v vojski Rimskega cesarstva, ustanovljeni v 3. stoletju. Spadali so k osebju rimskega cesarja in bili hkrati šola za častnike. Kot taki so v Vzhodnem rimskem cesarstvu obstajali do poznega 6. stoletja. V bizantinski vojski je v 7. stoletju od protectores domestici ostal samo še naslov. Po ustanovitvi tagem sredi 8. stoletja so domestiki postali poveljniki štiri tagem – sholarjev, ekskubitorjev, hikanatov in optimatov  in Optimatske  téme.  V poznem 10. stoletju so za nekaj časa poveljevali tudi tagmi atanatov (nesmrtnih).
Najpomembnejši domestik je bil domestikos tōn scholōn (domestik šole), ki se je v 10. stoletju povzpel do vrhovnega komandanta vojske in bil v vojaški hierarhiji neposredno za cesarjem. V istem stoletju so njegov položaj razdelili na domestika Vzhoda (tēs anatolēs) in domestika Zahoda (tēs dyseōs), ki sta poveljevala vojskama v Mali Aziji oziroma Evropi, se pravi na Balkanu. Domestika  šole, ki je bil de facto vrhovni poveljnik bizantinske vojske, je v 12.-13. stoletju zamenjal veliki domestik (megas domestikos), domestik pa je postal časten naslov, ki so ga v obdobju Paleologov podeljevali častnikom srednjega ranga. Veliki domestik je ostal vrhovni poveljnik vojske do konca Bizantinskega cesarstva. V komnenskem obdobju v 10. stoletju je bil veliki domestik občasno poveljnik celotne kopenske vojske Vzhoda in Zahoda. V obdobju Paleologov se je veliki domestik pretvoril v enega od najvišjih dvornih položajev, po rangu takoj za cezarjem.

## Civilni in dvorni položaj
Od leta 355  do poznega Bizantinskega cesarstva so civilni domestiki načelovali različnim državnim uradom. V domestike so se potem, ko so postali samostojni, preimenovali tudi nekateri dvorni položaji. Eden od njih je bil domestikos tēs basilikēs trapezēs (domestik cesarjeve mize), ki se je prvič dokazano pojavil leta 680 in je nastal iz starega položaja castrensis palatii.

## Cerkvena raba naslova
V cerkvenem kontekstu je bil domestikos  vodja skupine, povezane s cervenim obredjem, zlasti pevskega zbora. Domestiki so bili na primer zborovodje, ki so vodili petje in ploskanje cesarju in patriarhu.